# Emili Vallès i Vidal

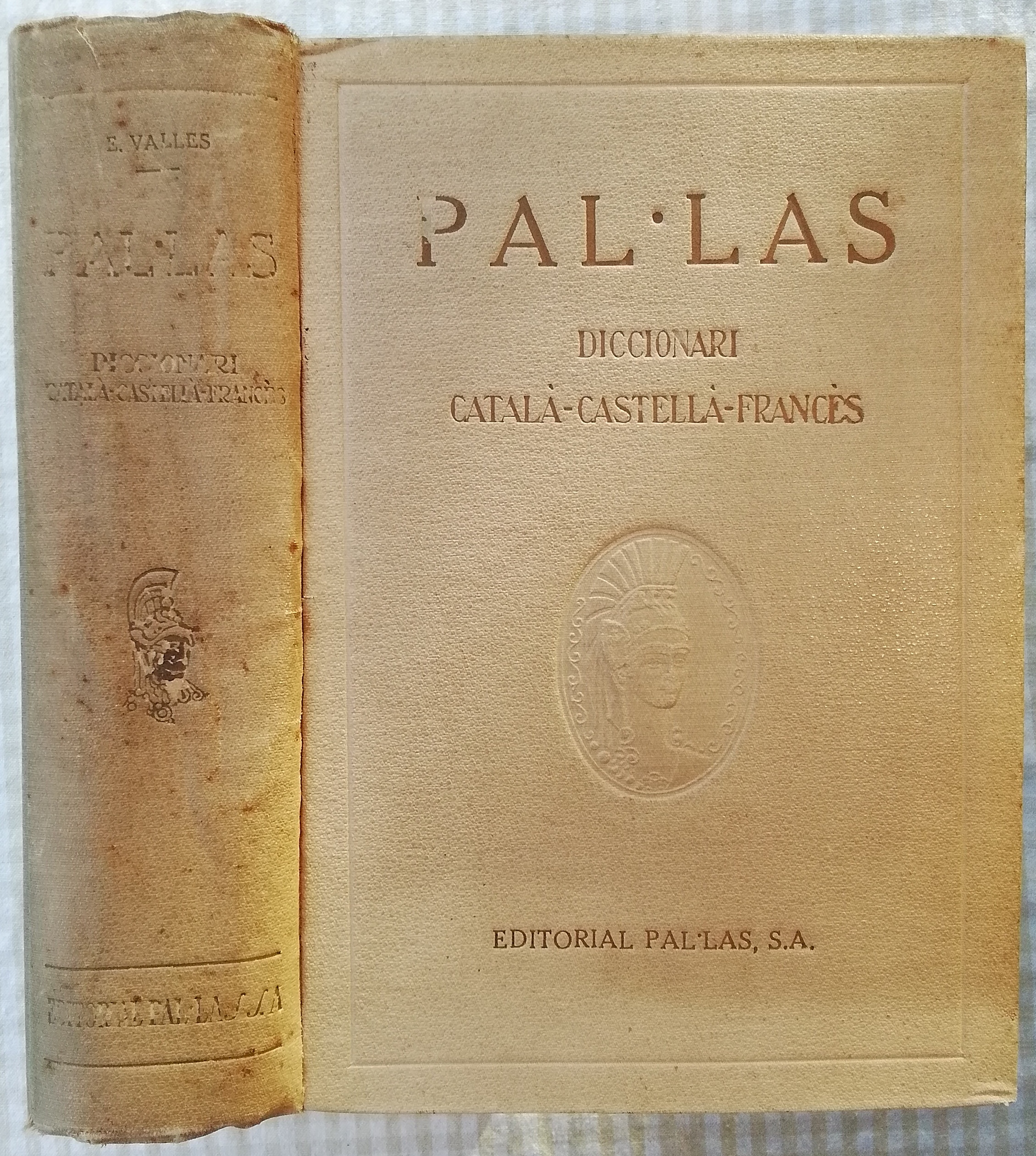
Diccionari Pal·las, de 1300 pàgines, publicat a Barcelona l'any 1927.

Emili Vallès i Vidal   (Igualada, 28 d'octubre de 1878 - Barcelona, 26 de novembre de 1950) va ser un gramàtic català, professor de l'Escola d'Arts i Oficis del Districte Cinquè (posteriorment Escola Complementària d'Oficis Narcís Monturiol) i secretari-redactor de la Secció de Ciències de l'Institut d'Estudis Catalans. Des del 1916 fou també professor de gramàtica catalana a l'Escola Normal de Mestres. El 1904 ja havia publicat un primer Resum de gramàtica catalana, criticat per Pompeu Fabra, amb el qual mantenia amistat. A més de filòleg, fou matemàtic i crític musical.

## Biografia
Emili Vallès va néixer al carrer de Santa Caterina d'Igualada, cinquè fill de Josep Vallès i Roca i de Josefa Vidal. Inicià els seus estudis a l'Escola Pia
d'Igualada. El 1886 la família es traslladà a Barcelona, on continuà els seus estudis als escolapis de Sant Antoni. L'any 1897 ingressà a la Universitat de Barcelona, on es llicencià el 1903 en Ciències Fisicoquímiques, i 4 anys més tard en Ciències Exactes. Malgrat això, durant l'època universitària freqüentà diversos nuclis literaris, i decantà les seves afeccions cap al camp de les lletres.
S'interessà per les llengües, dominant plenament el llatí, el grec, el català, el castellà, el francès, l'anglès, l'italià
i l'alemany, i començà a traduir obres de la literatura universal, com Fromont i Risler d'Alphonse Daudet, De la imitació de Crist de Tomàs de Kempis, Laura o el sello rojo, d'Alfred de Vigny, Mozart de Josep Lleonart,  Estrella matutina d'Ada Negri o Amor i geografia de Bjørnstjerne Bjørnson. Usà el pseudònim de Manuel Brunet per algunes traduccions fetes per a l'Associació Protectora de l'Ensenyança Catalana. Fou col·laborador d'aquesta associació amb la qual el 1931 va donar cursos de gramàtica catalana a Ràdio Associació, EAJ. 15.
Formà part de la redacció del periòdic La Renaixença, l'únic diari català a Barcelona, dirigit pel seu amic Josep Carner. També fou redactor de la Revista Montserrat, crític musical de Diario del Comercio i El Matí, i col·laborador de La Revista, dirigida pel seu company Jaume Bofill i Mates.
Més que investigador, Emili Vallès fou un bon divulgador de les doctrines gramaticals i lingüístiques de l'Institut d'Estudis Catalans. Juntament amb Artur Martorell i amb el pseudònim Jeroni Marvà, va publicar diversos manuals de gramàtica catalana i, tot sol, manuals d'altres matèries, com Aritmètica mercantil, 1918 i Geometría, 1946. En destaca el diccionari Pal·las amb les equivalències en castellà, francès i anglès, originalment imprès el 1927 i reeditat el 1947. Després de l'èxit dels Exercicis de gramàtica catalana de Jeroni Marvà, n'agafà el relleu Signes. Normes pràctiques de gramàtica catalana (1962), d'Albert Jané.
Segons Vallès, el gramàtic és conservador per naturalesa i defensa un ordre establert dins el qual viu la llengua i s'expandeix, combat necessàriament per l'ordre tant com vigila i preveu la contaminació indesitjada, i encara apilona elements de defensa perquè amb la ventada incontrolada i lliure no vingui l'enrunament i l'esbaldrec. A nivell de lexicografia catalana, Vallès elogià els diccionaris Aguiló, de Marià Aguiló i Fuster, i Balari, de Josep Balari i Jovany.

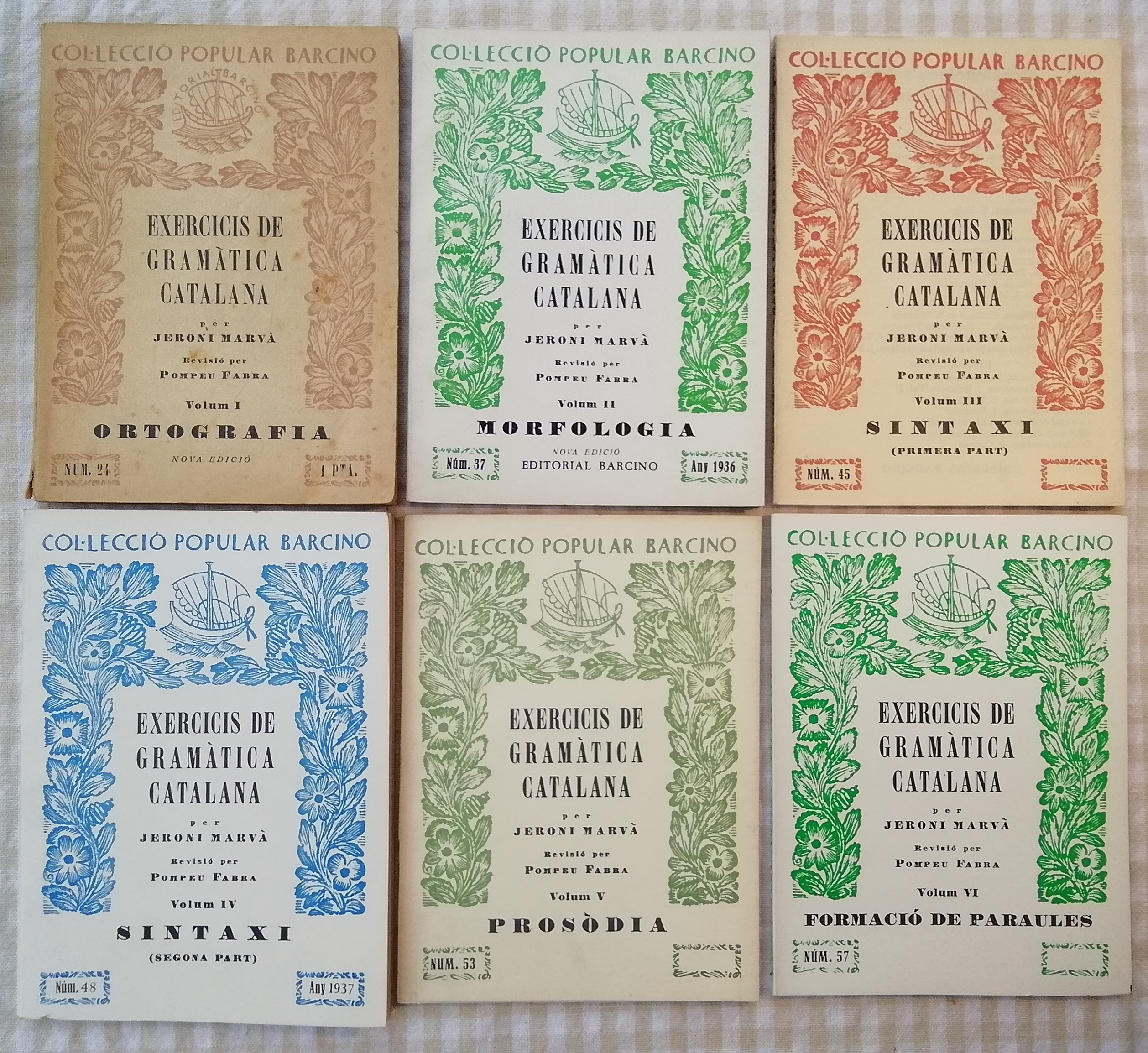
Populars quaderns de gramàtica que escrigué Emili Vallès, juntament amb Artur Martorell. Publicats cap als anys 1930

Va morir a Barcelona el 1950 i fou enterrat al cementiri de les Corts. En l'actualitat, una escola d'Igualada i un carrer d'aquesta ciutat porten el seu nom.

## Obres
- Lliçons de gramàtica catalana (1915-1931)
- Aritmètica mercantil (1918)
- «Lexicografia catalana» (a la revista La Paraula Cristiana, (1927), fundada per Carles Cardó)
- Exercicis de gramàtica catalana (1927-30)
- Diccionari Pal·las amb equivalències en castellà, francès i anglès (1927, 1947)
- Diccionari de barbarismes del català modern (1930)
- Vocabulari castellà-català (1935)
- Geometria (1946)
- Lexis (1952)